# Sebastián Cristóforo
Sebastián Carlos Cristóforo Pepe (Montevideo, 23 agosto 1993) è un calciatore uruguaiano, centrocampista del Central Córdoba (SdE).
Possiede anche il passaporto italiano.

## Caratteristiche tecniche
Centrocampista centrale dotato di buon temperamento con buona visione di gioco.

## Carriera

### Club
Ha esordito in massima serie il 29 maggio 2011 in Peñarol-Central Español (2-2), la sua unica presenza in quella stagione. il 12 agosto 2013 firma un contratto quinquennale con il Siviglia. Il 17 marzo 2014 nel match giocato contro il Valladolid si è rotto i legamenti crociati del ginocchio sinistro restando fuori 6 mesi, tuttavia il 3 gennaio 2015 viene nuovamente operato al ginocchio sinistro, già precedentemente infortunato restando fuori per altri 6 mesi chiudendo così in anticipo la stagione.
Il 27 agosto 2016 si trasferisce alla Fiorentina a titolo temporaneo con obbligo di riscatto fissato a 3,5 milioni di euro. Il 3 novembre seguente, realizza la sua prima rete con la maglia viola, in Europa League contro lo Slovan Liberec segnando la rete del definitivo 3-0.
Due stagioni dopo, durante l'ultima giornata di calciomercato, passa in prestito fino al termine della stagione al Getafe.
Dopo sole 10 presenze torna alla Fiorentina, dove gioca una sola partita (contro il Verona), l'11 gennaio 2020 viene nuovamente ceduto in prestito in Liga, questa volta all'Eibar.

### Nazionale
Nel 2013 ha partecipato al Campionato sudamericano di calcio Under-20 2013 con la Nazionale Under-20 di calcio dell'Uruguay classificatasi come terza.

## Statistiche

### Presenze e reti nei club
Statistiche aggiornate al 2 maggio 2025.
| Stagione          | Squadra               | Campionato        | Campionato | Campionato | Coppe nazionali | Coppe nazionali | Coppe nazionali | Coppe continentali | Coppe continentali | Coppe continentali | Altre coppe | Altre coppe | Altre coppe | Totale | Totale |
| Stagione          | Squadra               | Comp              | Pres       | Reti       | Comp            | Pres            | Reti            | Comp               | Pres               | Reti               | Comp        | Pres        | Reti        | Pres   | Reti   |
| ----------------- | --------------------- | ----------------- | ---------- | ---------- | --------------- | --------------- | --------------- | ------------------ | ------------------ | ------------------ | ----------- | ----------- | ----------- | ------ | ------ |
| 2010-2011         | Peñarol               | PD                | 1          | 0          | -               | -               | -               | CL                 | -                  | -                  | -           | -           | -           | 1      | 0      |
| 2011-2012         | Peñarol               | PD                | 22         | 1          | -               | -               | -               | CL                 | 8                  | 0                  | -           | -           | -           | 30     | 1      |
| 2012-2013         | Peñarol               | PD                | 22         | 0          | -               | -               | -               | CL+CS              | 6+1                | 0                  | -           | -           | -           | 29     | 0      |
| 2013-2014         | Siviglia              | PD                | 12         | 0          | CR              | 2               | 0               | UEL                | 7                  | 0                  | -           | -           | -           | 21     | 0      |
| 2014-2015         | Siviglia              | PD                | 0          | 0          | CR              | 2               | 0               | UEL                | -                  | -                  | SU          | -           | -           | 2      | 0      |
| 2015-2016         | Siviglia              | PD                | 21         | 0          | CR              | 6               | 0               | UCL+UEL            | 0+6                | 0                  | SU          | -           | -           | 33     | 0      |
| Totale Siviglia   | Totale Siviglia       | Totale Siviglia   | 33         | 0          |                 | 10              | 0               |                    | 13                 | 0                  |             | -           | -           | 56     | 0      |
| 2016-2017         | Fiorentina            | A                 | 19         | 0          | CI              | 2               | 0               | UEL                | 6                  | 1                  | -           | -           | -           | 27     | 1      |
| 2017-2018         | Fiorentina            | A                 | 7          | 0          | CI              | 0               | 0               | -                  | -                  | -                  | -           | -           | -           | 7      | 0      |
| 2018-2019         | Getafe                | PD                | 15         | 0          | CR              | 5               | 0               | -                  | -                  | -                  | -           | -           | -           | 20     | 0      |
| 2019-gen. 2020    | Fiorentina            | A                 | 1          | 0          | CI              | 0               | 0               | -                  | -                  | -                  | -           | -           | -           | 1      | 0      |
| Totale Fiorentina | Totale Fiorentina     | Totale Fiorentina | 27         | 0          |                 | 2               | 0               |                    | 6                  | 1                  |             | -           | -           | 35     | 1      |
| gen.-giu. 2020    | Eibar                 | PD                | 18         | 0          | CR              | 1               | 0               | -                  | -                  | -                  | -           | -           | -           | 19     | 0      |
| 2020-2021         | Girona                | PD                | 33+4       | 0          | CR              | 3               | 0               | -                  | -                  | -                  | -           | -           | -           | 40     | 0      |
| gen.-giu. 2022    | FC Cartagena          | SD                | 14         | 0          | CR              | 0               | 0               | -                  | -                  | -                  | -           | -           | -           | 14     | 0      |
| 2022              | Peñarol               | PD                | 10         | 0          | CU              | 4               | 0               | -                  | -                  | -                  | -           | -           | -           | 14     | 0      |
| 2023              | Peñarol               | PD                | 33         | 1          | CU              | 1               | 0               | CS                 | 6                  | 0                  | -           | -           | -           | 40     | 1      |
| 2024              | Peñarol               | PD                | 10         | 0          | CU              | 0               | 0               | CL                 | 1                  | 0                  | -           | -           | -           | 11     | 0      |
| Totale Peñarol    | Totale Peñarol        | Totale Peñarol    | 98         | 2          |                 | 5               | 0               |                    | 22                 | 0                  |             | -           | -           | 125    | 2      |
| 2025              | Central Córdoba (SdE) | PD                | 10         | 0          | CA              | 1               | 0               | CL                 | 1                  | 0                  | SA          | -           | -           | 12     | 0      |
| Totale carriera   | Totale carriera       | Totale carriera   | 252        | 2          |                 | 27              | 0               |                    | 42                 | 1                  |             | -           | -           | 321    | 3      |

## Palmarès

### Club

#### Competizioni nazionali
- Campionato uruguaiano: 2

Peñarol: 2012-2013, 2024

#### Competizioni internazionali
- UEFA Europa League: 3

Siviglia: 2013-2014, 2014-2015, 2015-2016